# Seleção dos Países Baixos de Hóquei no Gelo
A Seleção dos Países Baixos de Hóquei no gelo representa os Países Baixos (popularmente conhecida como Holanda) nas competições oficiais da IIHF. Participa do Campeonato Mundial de Hóquei no Gelo e atualmente está na primeira divisão.